# Pârâul Câinelui, Putna
- Pentru alte utilizări ale numelui propriu, vedeți pagina Pârâul Câinelui (dezambiguizare).

Pârâul Câinelui este un curs de apă, afluent de dreapta al râului Putna, care la rândul său este un afluent de dreapta al râului Siret. 

## Generalități
Pârâul Câinelui, Putna, nu are ca afluenți alte cursuri de apă notabile.

## Hărți
- Harta munților Vrancea - Hărți Mielu Arhivat în 9 iunie 2008, la Wayback Machine.